# Encephalartos horridus
Encephalartos horridus es una especie  de la familia Zamiaceae, originaria del este de la región de El Cabo (Sudáfrica). Esta insólita especie forma en su densas matas de tallos cortos, de hasta 60 cm de altura, y tiene frondes muy espinosas de un llamativo azul hielo o verdoso. Los folíolos son muy rígidos, a menudo con una espina en la punta de uno o varios lóbulos. Prefiere entornos muy calurosos.